# Пареклисия
Пареклисѝя (на гръцки: Παρεκκλησιά, Пареклися̀) е град в Кипър, окръг Лимасол. Според статистическата служба на Република Кипър през 2001 г. има 1324 жители.
Намира се близо до Агиос Тихонас.